# NGC 1892
NGC 1892 ist eine Spiralgalaxie vom Hubble-Typ Sc im Sternbild Dorado am Südsternhimmel. Sie ist rund 52 Millionen Lichtjahre von der Milchstraße entfernt und wurde am 30. November 1834 von John Herschel entdeckt.